# Ginandong
Ginandong is een bestuurslaag in het regentschap Kebumen van de provincie Midden-Java, Indonesië. Ginandong telt 1754 inwoners (volkstelling 2010).